# ورم المنطقة العقدية الأذينية البطينية الكيسي
ورم المنطقة العقدية الأذينية البطينية الكيسي (بالإنجليزية: Cystic tumour of the atrioventricular nodal region)‏ هوَ ورم قَلبي نادر جداً يَحدث في منطقة العقدة الأذينية البطينية، ويُعرف أيضاً باسم ورم متوسطة العقدة الأذينية البطينية.

## الظهور
قد يَظهر هذا الوَرم على إما على شَكل اختلال في النَّظم القَلبي أو على شَكل توقف القلب.

## علم الأمراض
كما يَدل اسم الوَرم، فإنهُ يمتلك مناطق كيسية مُحاطة بطبقة واحدة من خلايا طلائية نسيجية حَميدة، كما أنَّ شكل الوَرم يكون مُشابه للأورام الوعائية اللمفية.

## العلاج
يتم علاج ورم المنطقة العقدية الأذينية البطينية الكيسي عن طريق الاستئصال الجراحي.